# Prix des Drags

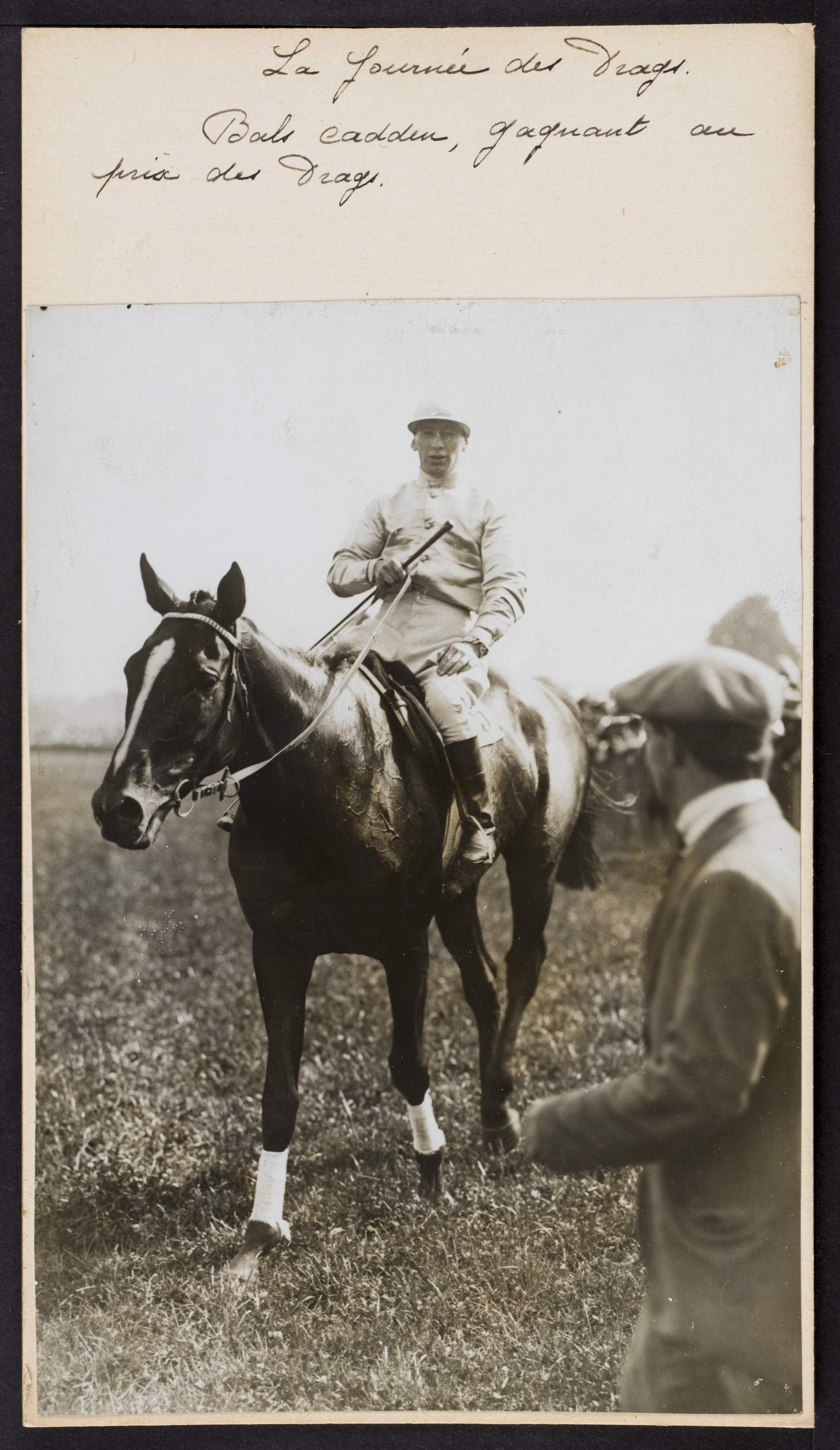
Bals Cadden, cheval gagnant, début du XXe siècle

Le Prix des Drags est une course hippique de steeple-chase se déroulant au mois de juin sur l'hippodrome d'Auteuil.
C'est une course de groupe II réservée aux chevaux de 5 ans et plus. Elle se court sur 4 400 mètres. L'allocation pour l'année 2007 est de 240 000 €.

## Palmarès depuis 2000
| Année | Cheval       | Jockey          |
| 2007  | Lord Mirande | Samuel Massinot |
| 2006  |              |                 |
| 2005  |              |                 |
| 2004  |              |                 |
| 2003  |              |                 |
| 2002  |              |                 |
| 2001  |              |                 |
| 2000  |              |                 |